# Diretório Acadêmico Afonso Arinos - DAAFAR
O Diretório Acadêmico Afonso Arinos é o órgão representativo dos alunos de Direito da Universidade Federal do Estado do Rio de Janeiro no Rio de Janeiro - UNIRIO ,  conhecido pela sigla D.A.Af.Ar, localizado no Centro de Ciências Jurídicas e Políticos no bairro de Botafogo.
O D.A.Af.Ar foi fundado em 1992 e recebeu este nome em homenagem ao jurista, político, historiador, professor e ensaísta Afonso Arinos de Melo Franco, que destacou-se pela elaboração da “Lei Afonso Arinos” contra a discriminação racial em 1951, tendo falecido em 1990 no exercício do mandato de senador, pelo PSDB, em 1990, época da implantação do curso de Direito na faculdade da Urca.
Possuiu durante muito tempo um pré-vestibular comunitário, no qual eram ministradas aulas de um cursinho pré-vestibular voltada para a população de baixa-renda, porém, devido à necessidade de espaço físico para o Mestrado do curso de Direito da UNIRIO, o curso acabou sendo transferido para o campus central da Universidade, na Urca.
A sede do diretório localiza-se no casarão histórico na Rua Voluntários da Pátria, n.107, no bairro de Botafogo, Rio de Janeiro, e abriga um espaço de convivência para os alunos, com televisão, computador com acesso à internet e videogames. Em 2015 foram adquiridos geladeira e microondas para as necessidades dos alunos. 
Até 2013, a diretoria do D.A.Af.Ar. era composta pelos cargos de Presidente, Vice-Presidente, Tesoureiro, Secretário Geral e Diretoria Administrativa, Social, Acadêmica, Imprensa e Relações Externas. A partir do novo Estatuto, em 2014, passou a ser adotado o modelo de coordenadorias horizontais, assim, os cargos passaram a ser: Coordenadoria Executiva, formada por três membros, Financeira, Relações Externas, Social, Imprensa, Acadêmica, Administrativa e Cultural. 

## Novo Estatuto
No ano de 2013, foi aprovado o novo Estatuto da entidade, extinguindo os antigos cargos de Presidente, Vice-Presidente e Diretorias, transformando-os em coordenadorias horizontais.